# Шолби Насименту, Эдсон
Эдсон Шолби Насименту, более известный как Эдиньо (порт. Edson Cholbi Nascimento; род. 27 августа 1970 года в Сан-Паулу) — бразильский футболист, выступавший на позиции вратаря. Он является сыном легендарного футболиста Пеле и его первой жены, Росомери Шолби Насименту, у которой были бразильско-аргентинские корни.

## Карьера футболиста
Эдиньо играл в четырёх клубах: «Сантос», «Португеза Сантиста», «Сан-Каэтано» и «Понте-Прета» до ухода из профессионального футбола в 1999 году, в возрасте 29 лет. Его самое большое достижение было в составе «Сантоса», с которым он занял второе место в Серии А в 1995 году.

## Тренерская карьера
9 февраля 2007 года Эдиньо был нанят на должность тренера вратарей в «Сантос». С 2010 года он работал помощником тренера.
В апреле 2015 года президент выступающего в бразильской Серии B клуба «Можи-Мирин» Ривалдо пригласил Эдиньо возглавить клуб. Эдиньо провёл с «Можи Мирин» лишь четыре матча, его уволили после ничьи в матче с «Оэсте» — команды не забили ни одного мяча. «Можи Мирин» после четырёх матчей чемпионата набрал два очка и занимал предпоследнее место в турнирной таблице.
В начале июня 2016 года Эдиньо возглавил «Агуа Санта». В сентябре контракт был разорван, причиной стали различия во взглядах Эдиньо и руководства клуба. В октябре 2016 года он возглавил «Трикордиано», но покинул клуб после двух игр, обе из которых проиграл.
1 ноября 2019 года Эдиньо вернулся в «Сантос» в качестве координатора по развитию. В октябре следующего года он был назначен тренером команды до 23 лет.

## Проблемы с законом
Голкипер завершил спортивную карьеру в 1999 году в возрасте 29 лет, когда был приговорён к 6 месяцам тюрьмы за участие в уличных автогонках в городе Сантус, в результате которых погиб мотоциклист. В итоге, в 1999 году Эдсон был осуждён за убийство, позже его действия были переквалифицированы как неумышленное убийство. Это обвинение, однако, позже было отменено, и в июле 2005 года он был реабилитирован.
6 июня 2005 года Эдиньо, наряду с 50 другими людьми, был арестован в ходе полицейской операции по обезвреживанию банды наркоторговцев, проведённой после 8-месячного расследования в Сантусе. Эдиньо сказал, что он был невиновен, но пристрастился к марихуане. В 2006 году он вышел на свободу, отсидев в тюрьме 6 месяцев по данному обвинению, пока адвокатам не удалось доказать его невиновность.
Летом 2014 года по итогам расследования, которое длилось 9 лет, Эдиньо был признан виновным в отмывании денег, связанных с наркобизнесом, и был приговорён к 33 годам лишения свободы. Адвокаты сына Пеле подали апелляцию, и, пока она рассматривалась, Эдиньо находился на свободе. 24 февраля 2017 года Эдиньо был доставлен в тюрьму, чтобы отбывать наказание в 12 лет и 10 месяцев после того, как судья подтвердил приговор обвинения. В следующем году он был переведён на полуоткрытый режим, а в сентябре 2019 года ему дали открытый режим.